# Sealioneiland
Sealioneiland (En.: Sealion Island of Sea Lion Island) is een van de Falklandeilanden. Het ligt acht mijlen ten zuiden van Oost-Falkland.
Het eiland staat bekend om zijn natuur, zoals zeehonden, caracara, pinguïns en orka's.
Er is een kleine nederzetting op Sealioneiland en er zijn twee vliegvelden.
Daarnaast is er ook een gedenkteken voor HMS Sheffield, die zonk tijdens de Falklandoorlog (1982).
Sealioneiland was een schapenboerderij en een basis voor het slachten van pinguïns, voor olie.